# Louis III
Louis III (* 1994 oder 1995, eigentlich: Louis Du Sauzay) ist ein britischer Singer-Songwriter.

## Leben
Louis III stammt aus Croydon und wuchs mit vier älteren Schwestern auf. Seine Familie hat deutsche und haitianische Wurzeln. Er studierte Latein und Griechisch an einer Universität und schrieb einen Song über Narziss, den er über SoundCloud veröffentlichte. So startete seine Karriere als Singer-Songwriter. Er schreibt Musik, die dem Pop, EDM und R&B zuzuordnen ist. Musikalische Einflüsse stammen sowohl aus der elterlichen Plattensammlung, unter anderem Bob Marley, Leonard Cohen, aber auch B. B. King und AC/DC, sowie von moderneren Interpreten wie Frank Ocean, The xx, Kanye West, Major Lazer, Drake, Rihanna und ASAP Rocky.
2018 veröffentlichte er die Single Fever Thoughts. Er erhielt über die Jahre Unterstützung von verschiedenen Radiosendern in Großbritannien, wie BBC Radio 1 und BBC Radio 1Xtra, und Medien wie i-D und Highsnobiety. BBC Radio 1 führte ihn unter anderem in der Liste „Best New Pop“.
2021 veröffentlichte er mit Why So Sad und Kush Kush den Song Killer, einen Acid-House-Track, der auf Adamskis gleichnamigem Song beruht.
2022 erschien die Single Samba zusammen mit dem deutschen DJ-Duo Younotus, die Platz 73 der deutschen Charts erreichte.

## Diskografie

### Singles
- 2019: All My Friends Are Rich (mit filous)
- 2019: Things to Talk About
- 2020: Walk You Home
- 2021: Killer (mit Kush Kush & Why So Sad)
- 2021: No Time to Stress (mit Embody & Iggi Kelly)
- 2021: Killer (Acoustic Version)
- 2021: Excuses
- 2021: Fever Thoughts
- 2021: Goosebumps
- 2021: So Far

### Gastbeiträge
- 2018: Sigma: Anywhere
- 2020: Kehli: Ur So Cool
- 2021: Pablo Nouvelle & Dime: Countdown
- 2021: Nick Peters: All the Songs
- 2021: Fourteenbillion: Until the DJ drops
- 2021: SLVR & offrami: Do Anything
- 2022: Tobtok & Wankelmut: Greenlight
- 2022: Younotus: Samba
- 2022: MOTi: WKND